# E-procurement
L'e-procurement (electronic procurement) è un neologismo di lingua inglese con cui si intende il processo di "approvvigionamento elettronico", cioè di procacciamento e acquisizione di beni e servizi attraverso Internet; a questo processo corrisponde un complesso di regole, modalità organizzative e procedure che comprendono in genere l'impiego di software e tecnologie informatiche.

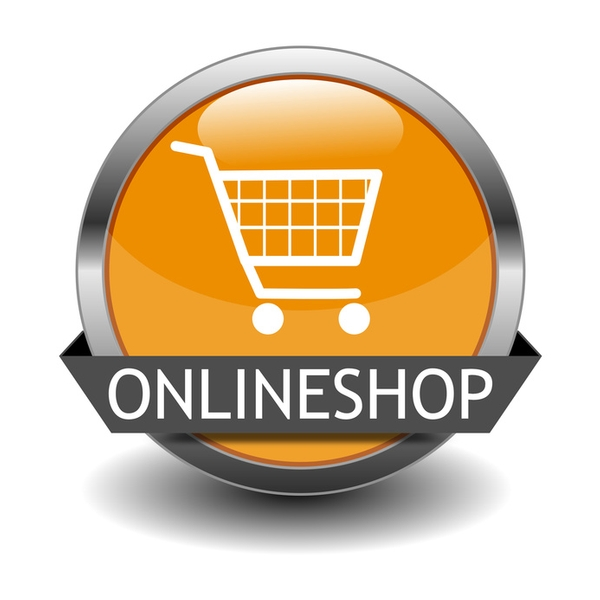
Icona di approvvigionamento elettronico. Tipica la rappresentazione del carrello della spesa.

I sistemi di e-procurement sono utilizzati tra aziende (commercio Business-to-business o B2B), tra aziende e privati (Business to Consumer o B2C) o tra soggetti pubblichi e aziende (Government to Business o G2B), grazie alle possibilità offerte dallo sviluppo della rete Internet e del commercio elettronico.

## Storia
Fu utilizzato per la prima volta da IBM nell'anno 2000, quando l'azienda lanciò il suo Sistema e Metodo di Gestione dei Rifornimenti,progettato dall'ingegnere delle comunicazioni messicano Daniel Delfín,[6] che all'epoca era direttore degli acquisti presso la più grande fabbrica di produzione di IBM, e programmato da Alberto Wario, un programmatore IT. Il sistema fu progettato per risolvere il complesso processo di approvvigionamento di IBM per la fabbrica di Guadalajara, in Messico, all'epoca la più grande fabbrica di produzione di personal computer al mondo, con un valore di produzione di 1,6 miliardi di dollari all'anno. Tre anni dopo l'implementazione del sistema, la produzione della fabbrica crebbe a 3,6 miliardi di dollari,  dopodiché l'azienda utilizzò il sistema nelle sue fabbriche di produzione secondarie e successivamente vendette licenze a società esterne in tutto il mondo. 
Jari Tavi identificò tre fasi nell'evoluzione della tecnologia e-procurement: i sistemi iniziali erano funzionali per i professionisti degli acquisti, ma non affrontavano le esigenze degli utenti; una seconda generazione utilizzava la tecnologia basata sul web e mirava a supportare sia gli utenti finali che a soddisfare le esigenze delle squadre di approvvigionamento, ma mancava di flessibilità e usabilità. La terza generazione garantiva maggiore flessibilità e usabilità incentrate sull'utente, che in precedenza mancavano..
Nell'Unione europea, la normativa sull'e-procurement per il settore pubblico fu introdotta con le Direttive 2004/17/CE e 2004/18/CE del 31 marzo 2004. Queste direttive, successivamente modificate nel 2014, stabilirono il quadro per un'applicazione trasparente e pari opportunità per gli appalti pubblici, compreso l'uso obbligatorio della comunicazione elettronica per la pubblicazione delle opportunità, la standardizzazione dei processi di approvvigionamento, le procedure elettroniche di presentazione delle offerte, la gestione delle obiezioni, ecc. per tutti gli appalti pubblici effettuati nell'UE sopra determinate soglie. 

## Tecnologie
Le tecnologie utilizzate sono principalmente informatiche e comprendono Electronic Data Interchange (EDI), XML e i software di tipo Enterprise resource planning (ERP).
Tipicamente, le piattaforme di e-procurement permettono a utenti identificati e qualificati la ricerca di venditori di beni e servizi (catalogo elettronico), così come di compratori. L'interfaccia offerta dai venditori è in genere un sito di commercio elettronico in cui i beni e i servizi possono essere presentati in asta o con esitazione a prezzi fissi.
L'identità dei fornitori e compratori è generalmente, ma non necessariamente, certificata dall'utilizzo di strumenti di firma digitale, cioè di una firma elettronica qualificata.

## L'e-procurement pubblico
Si intende per e-procurement pubblico, tipicamente, l'attività di acquisizione di lavori, beni e servizi per conto di soggetti operanti in diritto pubblico; la locuzione è tuttavia utilizzata per indicare consimili attività svolte per conto di enti pubblici o governativi anche quando questi operino in diritto privato.

### Definizioni
Alcuni concetti inerenti all'attività di Procurement Pubblico sono:
- Spesa presidiata: valore della spesa della pubblica amministrazione per le categorie merceologiche su cui sono attive/disponibili specifiche iniziative di razionalizzazione (es. convenzioni);
- Risparmio medio: percentuale media di riduzione dei costi unitari ottenuta a valle della procedura di gara, rispetto ai prezzi correntemente pagati dalle amministrazioni per beni e servizi comparabili (nel caso di Consip, il valore viene annualmente confermato con apposita indagine ISTAT[5]);
- Ribasso medio: percentuale media di riduzione dei costi unitari, ottenuta a valle della procedura di gara, rispetto alla base d'asta;
- Risparmio potenziale: valore del risparmio ottenuto applicando la percentuale di Risparmio medio unitario al valore di spesa presidiata per le categorie merceologiche;
- Transato: valore degli ordinativi di fornitura (infrannuali, annuali, pluriennali) sottoscritti nell'anno di riferimento;
- Erogato: valore degli ordinativi di fornitura erogati nell'anno di competenza;
- Punti ordinanti registrati: funzionari preposti agli acquisti nelle rispettive amministrazioni, registrati a strumenti di e-procurement;
- Punti ordinanti attivi: funzionari preposti agli acquisti nelle rispettive amministrazioni, registrati a strumenti di e-procurement, che hanno effettuato almeno 1 ordine di fornitura nell'anno di riferimento.

### E-procurement pubblico in Italia
Nel caso in cui gli appalti telematici siano utilizzati per aggiudicare gare pubbliche di appalto si parla di public e-procurement, il quale in Italia risponde alla normativa in materia di pubblici appalti cioè al decreto legislativo 36/2023, il "Codice dei contratti pubblici".
L'E-procurement pubblico italiano nasce sulle regole fissate dal DPR 4 aprile 2002 n.101 "Regolamento recante criteri e modalità per l'espletamento da parte delle amministrazioni pubbliche di procedure telematiche di acquisto per l'approvvigionamento di beni e servizi."

La normativa italiana prevede diversi strumenti di e-procurement pubblico adatti alle diverse e specifiche procedure di gara:  sistemi dinamici di acquisizione e mercati elettronici, prevedendo per queste procedure l'utilizzo di sistemi elettronici e telematici per effettuare i rilanci competitivi e la pubblicazione telematica degli atti di gara. Inoltre vengono disciplinate le aste elettroniche: esse non costituiscono una procedura di gara, ma sono procedure "tradizionali" di gara svolte mediante uno strumento di negoziazione telematica delle offerte.

Mentre il legislatore ha dedicato una norma specifica, l'art. 295 del D.P.R. 5 ottobre 2010 n. 207, per le procedure di gara interamente gestite con sistemi telematici, stabilendo alcune condizioni generali che devono rispettare, ed in particolare gli strumenti elettronici e telematici che consentono la presentazione delle offerte e la classificazione delle offerte devono impedire di operare variazioni sui documenti, sulle registrazioni di sistema e sulle altre rappresentazioni informatiche e telematiche degli atti e delle operazioni compiute nell'ambito delle procedure.

Gli altri elementi che una gara telematica deve possedere riguardano l'attribuzione in via automatica (a ciascun operatore economico che partecipa alla procedura) di un codice identificativo personale composto da un user ID e una password, oltre alla notifica, per via telematica, del corretto reperimento dell'offerta inviata. Al termine delle attività di esame e valutazione delle offerte, il sistema telematico produce in automatico la graduatoria.
Tutti questi elementi devono tener conto di altre norme che disciplinano i vari aspetti, che il portale web di una pubblica amministrazione deve rispettare, tra tutte la norma cardine è il D.Lgs. n. 82/2005 (Codice dell'amministrazione digitale) in particolare l'art 54 regolamenta che uno dei contenuti che deve avere il sito istituzionale di ciascuna P.A. è l'elenco di tutti i bandi di gara.

Tale disposizione è stata ripresa e dettagliata dal D.P.C.M. del 26 aprile 2011 “Pubblicazione nei siti informatici di atti e provvedimenti concernenti procedure ad evidenza pubblica o di bilanci".

#### Operatori pubblici di e-procurement
Il principale operatore pubblico italiano di e-procurement è Consip, società in house del Ministero dell'economia e delle finanze, che impiega e mette a disposizione specifici strumenti di negoziazione: Convenzioni, Mercato Elettronico, Accordi quadro, Sistema dinamico di acquisizione.
Su 1.200.000 procedure di acquisto che ogni anno la pubblica amministrazione avvia, 430.000 sono state gestite da Consip nel 2013 attraverso sistemi di e-procurement.
In sinergia con la piattaforma di e-procurement nazionale gestita da Consip, ai fini del contenimento e della razionalizzazione della spesa per l'acquisto di beni e servizi, le Regioni possono costituire centrali di acquisto, anche unitamente ad altre Regioni, che operano quali centrali di committenza o soggetti aggregatori, in favore delle amministrazioni e enti regionali, enti locali, enti del SSN e delle altre pubbliche amministrazioni aventi sede nel medesimo territorio.
La Legge Finanziaria 2007, nell'ambito delle iniziative per la razionalizzazione della spesa pubblica nel settore dei beni e servizi, ha previsto la costituzione di un “Sistema a Rete” – tra le suddette centrali di committenza e la Consip - al fine di perseguire l'armonizzazione dei rispettivi piani di razionalizzazione della spesa e realizzare sinergie nell'utilizzo degli strumenti informatici. La Conferenza Permanente per i Rapporti tra lo Stato, le Regioni e le Province Autonome di Trento e Bolzano, il 24 gennaio 2008, ha quindi approvato un Accordo tra Governo, Regioni e Province Autonome che definisce le linee di intervento per la costituzione del “Sistema a Rete”.
Una delle prime centrali d'acquisto regionali è stata istituita dalla Regione Puglia, con deliberazione della Giunta Regionale n. 1381 del 3/8/2007, con cui si è provveduto a disciplinare la sperimentazione del Centro Territoriale per l'aggregazione dei processi di acquisto degli Enti locali pugliesi (progetto CAT) denominato EmPULIA, con la quale è comunemente designata la piattaforma di e-procurement della Regione Puglia. La piattaforma EmPULIA è di proprietà della Regione Puglia ed è gestita da InnovaPuglia S.p.A., società in house della Regione Puglia, che è anche il Soggetto Aggregatore della Regione Puglia. La normativa di riferimento regionale per il Soggetto Aggregatore della Regione Puglia è costituita dagli artt. 20, 21 e 22 della L.R. nº 37 dell'8/8/2014.
Oltre a Empulia, sono oggi presenti altre 27 centrali di committenza territoriali.
Gli interventi normativi relativi alla spending review 2014 (decreto legge n. 66 del 24 aprile 2014, convertito con modificazioni nella Legge n. 89 del 23 giugno 2014), hanno previsto che il Commissario straordinario per la razionalizzazione della spesa per acquisti di beni e servizi promuova lo sviluppo del Sistema a Rete e istituisca, tramite Consip, un elenco delle centrali di committenza.

## Vantaggi e svantaggi

### Vantaggi
L'implementazione di un sistema di e-procurement porta benefici a tutti i livelli di un'organizzazione: ottenere un migliore livello di qualità-prezzo; combattere la collusione, corruzione e la frode ed evitare lo spreco di denaro pubblico. 
I sistemi di e-procurement offrono una maggiore visibilità e controllo sulla spesa e aiutano gli uffici finanziari a confrontare gli acquisti con gli ordini di acquisto, le ricevute e i bollettini di lavoro. Un sistema di e-procurement gestisce anche le offerte attraverso un sito web. Un esempio è il 'System for Acquisition Management (SAM)' che il 30 luglio 2013 ha combinato informazioni dall'ex Central Contractor Registration e Online Representations and Certifications Application (ORCA),. negli Stati Uniti..
Nel caso degli appalti pubblici, i vantaggi sono l'efficienza, la trasparenza, l'equità, la correttezza e la promozione delle imprese locali. Poiché l'e-procurement aumenta la concorrenza, riduce i costi delle transazioni e ha il potenziale per ridurre al minimo il tempo e gli errori nel processo di offerta, si ottiene efficienza. Grazie alla maggiore accessibilità e apertura di Internet, più persone possono ottenere informazioni in anticipo, aumentando la trasparenza. La neutralità rispetto a luogo e tempo garantisce equità e correttezza. .

### Svantaggi
La microimpresa e qualunque operatore economico che non disponga di personale con le competenze digitali necessarie a gestire transazioni elettroniche, e non affida questo compito a consulenti o collaboratori, si vede precluso il mercato degli approvvigionamenti pubblici che dal 2024 è solo digitale.